# Ordine di Nīshān al-Iftikār
Il Nīshān al-Iftikār (in arabo نيشان الافتخار‎?, Ordine della Gloria; in passato adattato come Niscian-Iftikhar) fu un ordine cavalleresco tunisino istituito nel 1835 da Al-Mustafa ibn Mahmud, Bey di Tunisia. L'ordine venne concesso sino alla costituzionalizzazione del governo dei Bey e fu abolito ufficialmente nel 1957.

## Storia
L'ordine venne creato dal sultano ottomano Mahmud II il 19 agosto 1831 e destinato specificatamente alla premiazione dei meritevoli dell'area governata dal Bey di Tunisia. Questo fatto, come per altri ordini cavallereschi ottomani, generò ben presto una solo formale reggenza dell'ordine da parte del sovrano turco in quanto il Bey di Tunisi ne divenne sempre più il gran maestro formale. Esso esisteva essenzialmente secondo due modelli differenti: il primo, concesso dalla sua creazione ed il secondo concesso dopo il 1859. Inizialmente concesso in una singola classe di benemerenza, l'ordine venne riorganizzato in cinque classi nel 1843 ed espanso in sei classi nel 1882:
1. Gran Commendatore
2. Grand'Ufficiale
3. Commendatore
4. Ufficiale
5. Cavaliere di I classe
6. Cavaliere di II classe

Questo ordine poteva essere concesso alle persone di nazionalità francese, a città (come Verdun), e ad altri personaggi stranieri in rapporti con la Tunisia. Esso veniva concesso personalmente dal bey di Tunisi su proposta del Gran Visir, su una proposta a sua volta del Governatore Generale Francese (che occupava de facto il ruolo di Ministro degli Esteri della Tunisia). Ciascun Bey cambiava il proprio monogramma nella decorazione del medaglione centrale dell'insegna dell'ordine e per questo è possibile determinare approssimativamente il periodo di concessione di ciascuna onorificenza.
| Nastri                 |                       |           |              |                 |                   |
| Cavaliere di II classe | Cavaliere di I classe | Ufficiale | Commendatore | Grand'Ufficiale | Gran Commendatore |

## Esempi di decorazioni
La decorazione tipica dell'ordine era costituita da una placca di argento pieno smaltata di verde e di rosso con raggi. Alcune di esse potevano essere impreziosite da gioielli. Questo tipo di decorazioni (appartenenti al secondo modello) vennero concesse esclusivamente da Ali Muddat ibn al-Husayn (1882-1902).

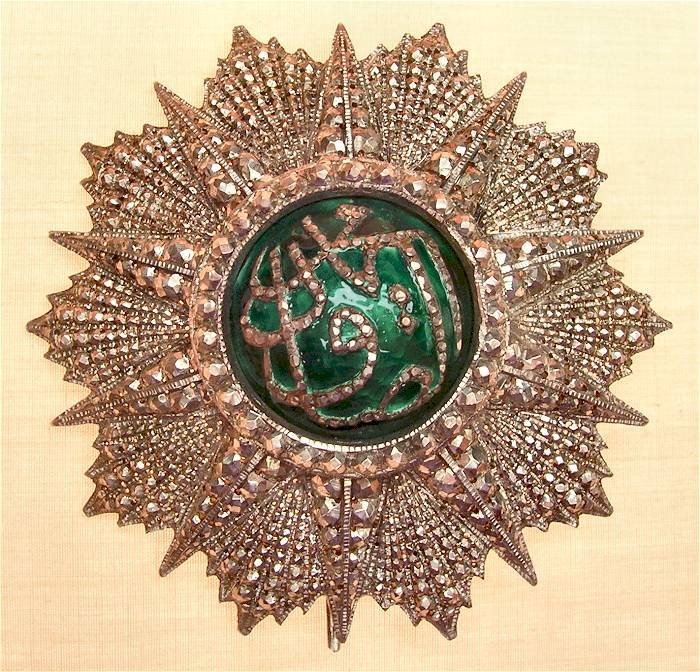
Grand'Ufficiale (manifattura tunisina)
- Commendatore (dettaglio) (manifattura tunisina)
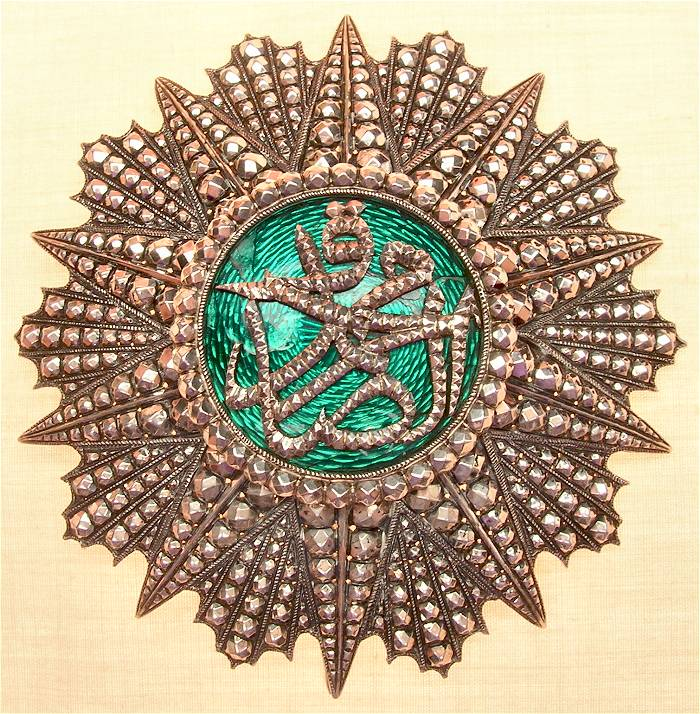
Ufficiale (dettaglio) (manifattura francese)

Queste decorazioni nello specifico vennero concesse da Muhammad III al-Sadiq (1859-1882) e illustrano le differenze che possono esserci tra le decorazioni di manifattura francese e tunisina:

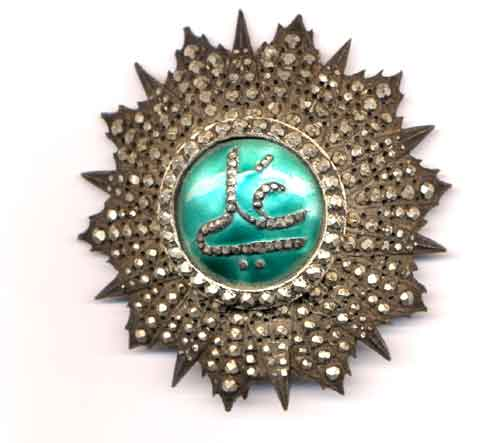
Grand'Ufficiale (manifattura tunisina)
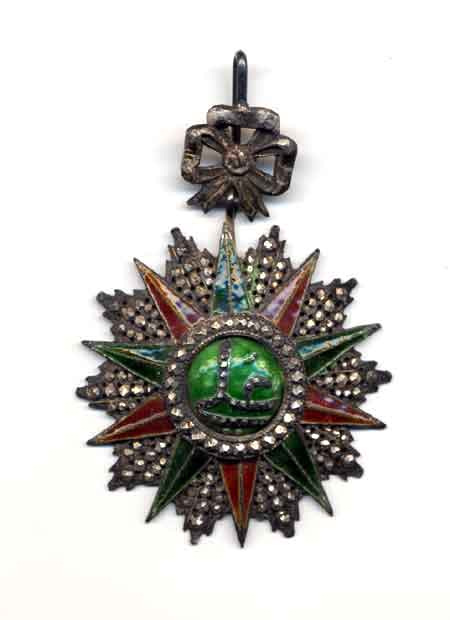
Commendatore (dettaglio) (manifattura tunisina)
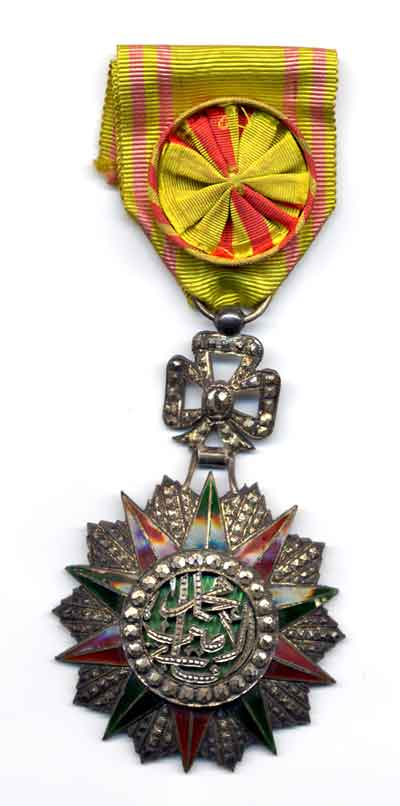
Grand'Ufficiale (manifattura francese)

Questi due diplomi di concessione, illustrano la doppia lingua in cui essi venivano redatti, affinché divenissero comprensibili in bilingue:

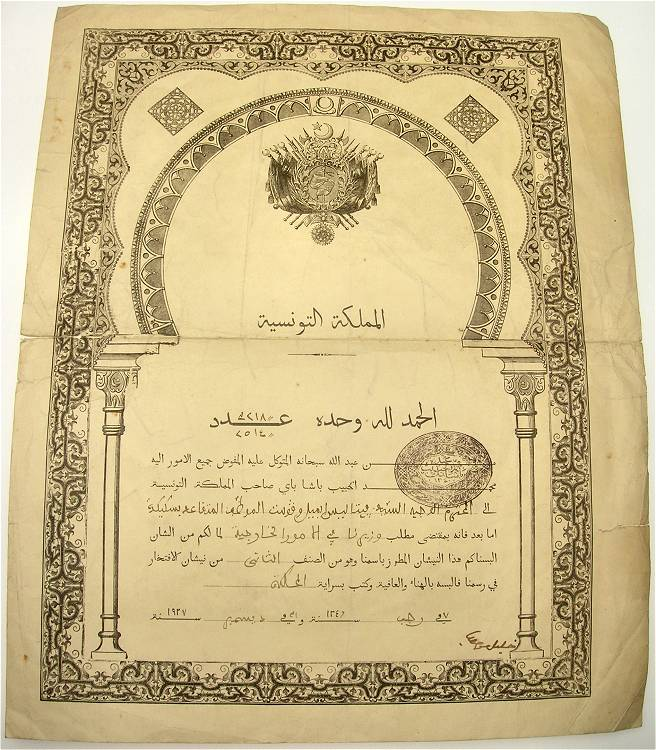
diploma in arabo
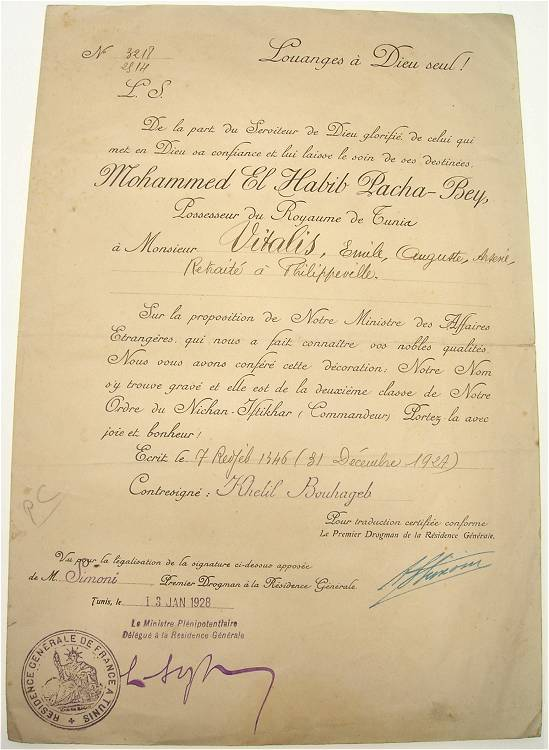
diploma in francese

## Insigniti notabili
- Marcelin Beaussier (1821-1873), orientalista francese
- Albert Besson, dottore, igienista e batteriologo francese
- Pierre Billotte, generale e politico francese
- A. Peter Dewey, ufficiale dell'esercito americano
- Bernard Dupérier, aviatore e politico francese
- Dwight David Eisenhower, generale e presidente statunitense
- Louis Leon César Faidherbe, soldato e amministratore coloniale francese
- Henri Gadeau de Kerville, scienziato francese
- Leon Gregoire, generale francese
- René Negresco, dello storico hotel di Nizza
- Benjamin Jaurès, ufficiale navale francese
- Louis Loyzeau de Grandmaison, generale francese
- Pierre Messmer, politico francese
- Young Perez, boxeur francese
- Ali Riahi, cantante tunisino
- Bernard Saint-Hillier, generale francese
- Luigi Federico Menabrea, scienziato, politico e militare italiano
- Muffone, capitano della nave Amerigo Vespucci, italiano
- Charles Victor Griffon (1860-1939), commerciante di vetri veneziani, francese
- Alessandro Biagi pianista e compositore italiano
- Vincenzo Majorana (n. Caserta 1854 m. Licata -1922), direttore d'orchestra e di banda italiano